# Orocrambus flexuosellus
Orocrambus flexuosellus là một loài bướm đêm thuộc họ Crambidae. Nó được tìm thấy ở New Zealand.

## Hình ảnh

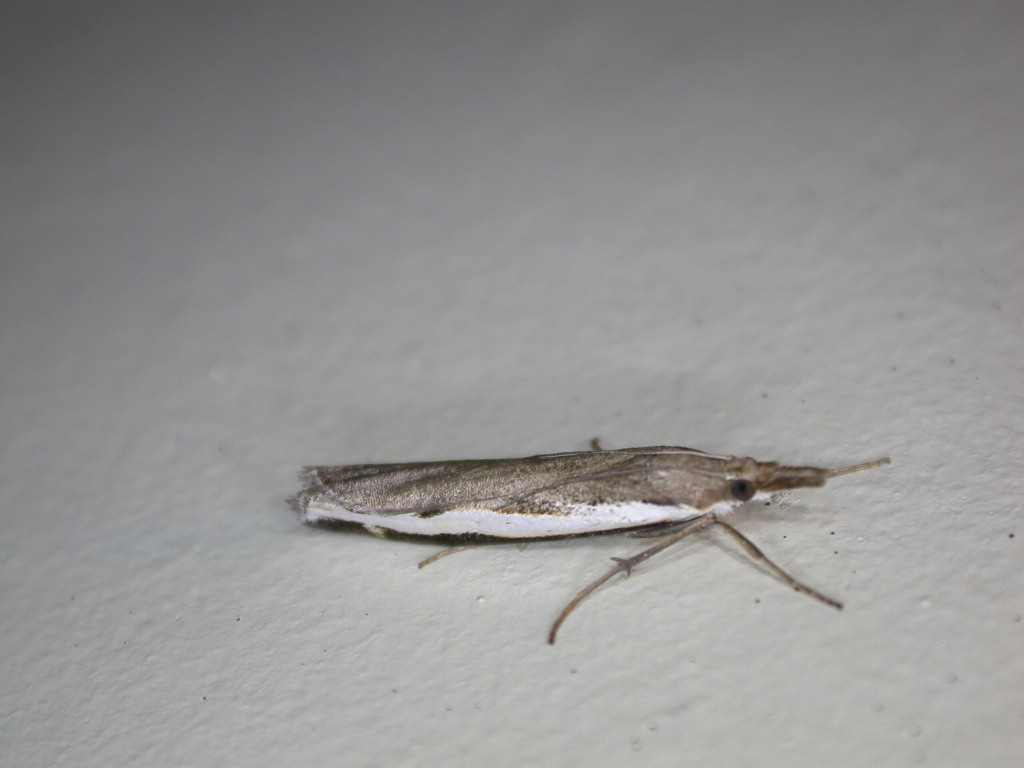
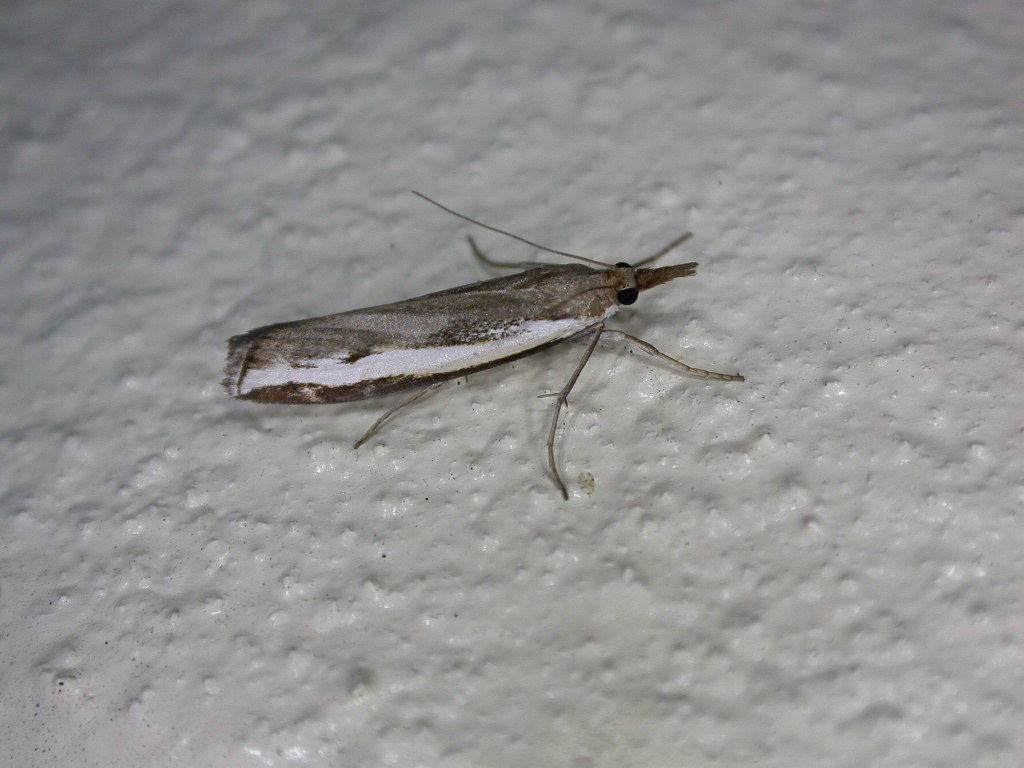
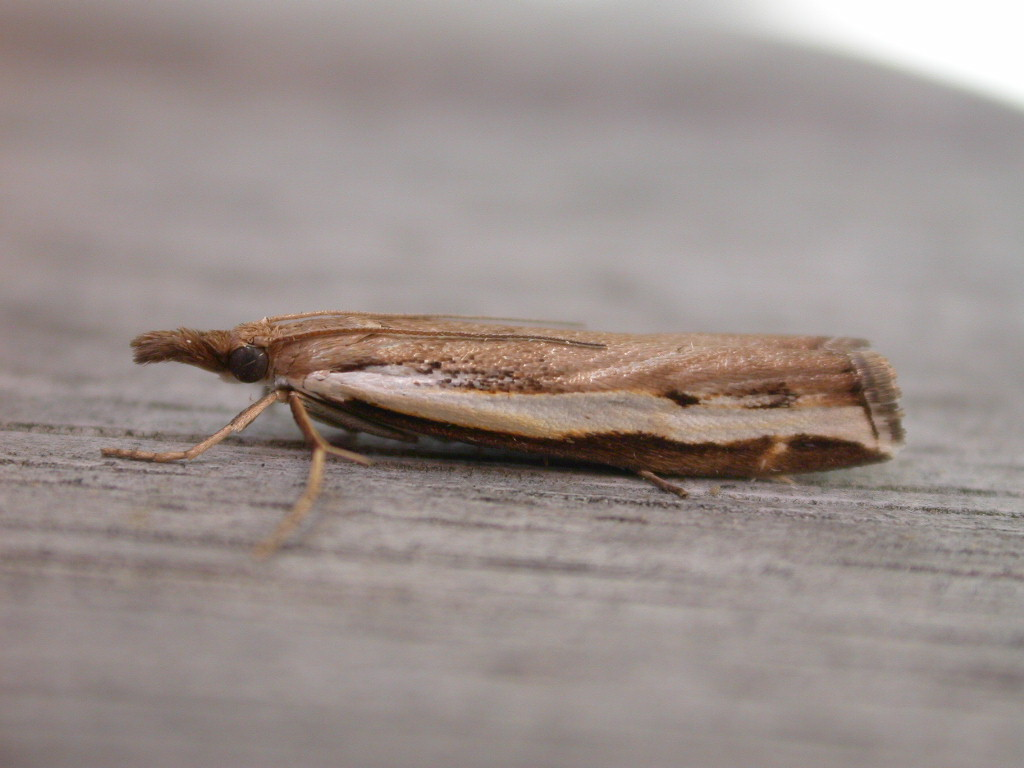
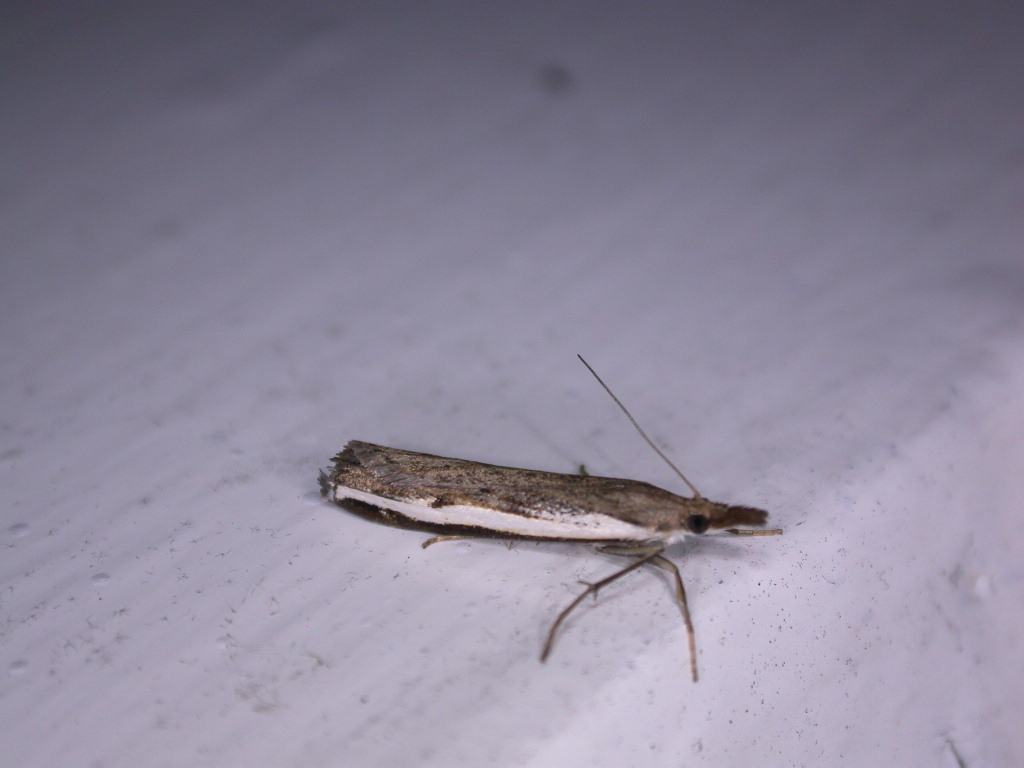